# Llista de Creus de Sant Jordi/2004/Persones

#### Persones
Informació actualitzada per un bot. Els canvis manuals es perdran quan s'actualitzi!
| Persona                      | Wikidata  | Descripció                             | Ocupació                                                         | Imatge |
| ---------------------------- | --------- | -------------------------------------- | ---------------------------------------------------------------- | ------ |
| Maruja Torres                | Q266073   | periodista i escriptora catalana       | periodista escriptor novel·lista                                 |        |
| Carme Ruscalleda i Serra     | Q2915953  | cuinera catalana                       | xef cuiner escriptor                                             |        |
| Roser Capdevila i Valls      | Q3442563  | escriptora i il·lustradora catalana    | il·lustrador escriptor de literatura infantil                    |        |
| Agustí Montal i Costa        | Q3497016  | empresari i president del FC Barcelona | empresari economista                                             |        |
| Xavier Amorós Solà           | Q3570594  | poeta i escriptor català (1923-2022)   | poeta polític escriptor desenvolupador de programari programador |        |
| Colita                       | Q4227907  | fotògrafa catalana                     | fotògraf artista visual                                          |        |
| Llorenç Gomis Sanahuja       | Q5490387  | periodista i poeta català              | periodista poeta escriptor                                       |        |
| Miguel Núñez González        | Q5673400  |                                        | comissari polític polític                                        |        |
| Mercè Durfort i Coll         | Q9031733  | biòloga catalana                       | biòleg professor d'universitat                                   |        |
| Pedro Ruiz Torres            | Q9057658  | historiador valencià                   | historiador                                                      |        |
| Agustí Cohí Grau             | Q11904394 | compositor i pedagog musical català    | compositor pedagog                                               |        |
| Anna Veiga Lluch             | Q11905662 | biòloga catalana                       | professor d'universitat biòleg                                   |        |
| Francesc Casares i Potau     | Q11922725 | advocat laboralista català             | polític advocat laboralista                                      |        |
| Josep Llobera i Ramon        | Q11928627 | activista cultural català              | activista cultural activista lingüístic professor de català      |        |
| Lina Badimon Maestro         | Q11931953 | fisiòloga catalana                     | fisiòleg metge professor d'universitat                           |        |
| Lola Mitjans Perelló         | Q11933895 | Promotora cultural catalana            | activista cultural                                               |        |
| Manel Martínez Martínez      | Q11934853 |                                        |                                                                  |        |
| Marta Estrada i Miyares      | Q11935647 | biòloga catalana                       | biòleg professor d'universitat investigador                      |        |
| Modest Prats i Domingo       | Q11937156 | sacerdot, filòleg i teòleg català      | filòleg catedràtic escriptor teòleg                              |        |
| Pilar Benejam i Arguimbau    | Q11941618 | escriptora menorquina                  | professor d'universitat pedagog geògraf escriptor                |        |
| Pilar Malla Escofet          | Q11941620 | política catalana                      | polític assistent social                                         |        |
| Renada Laura Portet          | Q11945235 | escriptora en llengua catalana         | escriptor professor                                              |        |
| Sebastià Piera i Llobera     | Q11947975 | polític espanyol                       | polític                                                          |        |
| Tomasa Cuevas Gutiérrez      | Q15393505 | lluitadora antifeixista                | polític escriptor                                                |        |
| Josep Vilarasau Salat        | Q15882373 | President de la Caixa (1999-2002)      | executiu en cap economista enginyer banquer empresari            |        |
| Carme Sansa i Albert         | Q17036766 | actriu catalana                        | actor                                                            |        |
| Josep Lluís Sureda i Carrión | Q17300776 | economista mallorquí                   | economista                                                       |        |
| Manel de la Matta Sastre     | Q17300777 | alpinista espanyol                     | alpinista                                                        |        |
| Xavier Lucaya i Layret       | Q19302034 | metge català                           | metge                                                            |        |
| Manel Giménez Valentí        | Q20100658 | activista social català                | activista social                                                 |        |